# Die Totenhand
Die Totenhand ist eine phantastische Erzählung des französischen Schriftstellers Guy de Maupassant über die abgeschlagene, schwarze Hand eines vor langer Zeit hingerichteten Verbrechers. Sie war Maupassants erste gedruckte Arbeit und erschien erstmals 1875 unter Pseudonym als La main d’écorché.

## Hintergrund
La Main d’écorché veröffentlichte Guy de Maupassant 1875 unter seinem Ruderer-Spitznamen Joseph Prunier in der Zeitschrift Almanach lorrain de Pont-à-Mousson. Er hat sie später überarbeitet und unter dem Titel Die Hand in seinen Novellenband Geschichten aus Tag und Nacht aufgenommen; sie findet sich in Band 7, Die Erbschaft.

## Handlung
Der Ich-Erzähler berichtet von seinem Freund Louis, der eines Abends Besuch von seinen Schulkameraden hat. Herein stürmt an diesem Abend auch sein Kindheitsfreund Pierre, der aufgeregt von einer Totenhand erzählt, die er erworben haben will. Als Louis den Freund am nächsten Tag besucht, hat dieser die Hand als Klingelgriff verwendet. Da der Hausbesitzer sich darüber beschwerte, hängte Pierre die Hand an den Klingelzug über seiner Schlafnische. Am nächsten Morgen erschien aufgeregt der Diener seines Freundes bei Louis und berichtete, dieser sei ermordet worden. Zwar stellte sich heraus, dass der Freund noch lebte, er hatte aber Würgemale am Hals, die zu der schmalen Totenhand passten. Er war darüber irrsinnig geworden und verstarb nach kurzer Zeit.

## Textausgaben
- La Main d’écorché, In: Maupassant, Contes et nouvelles, texte établi et annoté par Louis Forestier, Bibliothèque de la Pléiade, éditions Gallimard, 1974 (ISBN 978 2 07 010805 3) und Stuttgart, Klett, o. J. ISBN 3-12-592559-2
- Die Totenhand. Das Haus Tellier und andere Novellen. Übertragen und eingeleitet von Ernst Sander. Originalillustrationen von Christian Broutin. Zug, Freizeit-Bibliothek. (um 1975)
- Die Totenhand und andere phantastische Erzählungen. Herausgegeben von Kalju Kirde. Frankfurt am Main, Suhrkamp (st 1035, Phantastische Bibliothek). 1985 ISBN 3-518-37540-7